# Gunnar Larsson (ämbetsman)
Gunnar Larsson, född 14 september 1955, är en svensk jurist.
Gunnar Larsson var tillförordnad lagman i Kristinehamns tingsrätt 2002–2005, lagman i Örebro tingsrätt 2006–2007, konsumentombudsman och generaldirektör för Konsumentverket 2007–2016 och generaldirektör för Kammarkollegiet 2016–2023.
Larsson var ordförande i Karlstads universitets styrelse 2013–2016.